# Eudócia Ingerina
Eudócia Ingerina (em grego:  Ευδοκία Ιγγερίνα), também chamada de Eudócia, foi uma imperatriz-consorte bizantina, esposa do imperador bizantino Basílio I, o Macedônio, concubina de seu antecessor, Miguel III, o Ébrio, e a mãe dos futuros imperadores Leão VI, o Sábio e Alexandre, além do patriarca de Constantinopla Estêvão I.

## Biografia
Eudócia era filha do senador Inger..
Sua família era iconoclasta e, por isso, a imperatriz-mãe Teodora a reprovava. Por volta de 855, Eudócia se tornou amante do filho de Teodora, Miguel III, o que provocou a fúria de sua mãe e do poderoso ministro Teoctisto. Sem condições de encarar o escândalo de abandonar a sua esposa, Miguel casou Eudócia com seu amigo Basílio, mas continuou mantendo relações com ela. O amigo foi recompensado com uma amante também, a irmã do imperador, Tecla, pelo inconveniente.
Eudócia teve um filho, Leão, em setembro de 866, e outro, Estêvão, em novembro de 867. Eles eram oficialmente filhos de Basílio, mas a paternidade foi contestada, aparentemente até mesmo pelo suposto pai. A estranha promoção de Basílio a co-imperador em maio de 867 dá alguma credibilidade à teoria de que pelo menos Leão seria na verdade o filho ilegítimo de Miguel III. Já a paternidade dos filhos mais jovens de Eudócia não é disputada, pois Miguel III foi assassinado em setembro de 867.
Uma década depois do início do reinado de Basílio, Eudócia se envolveu com outro homem, que o imperador ordenou que fosse tonsurado e enviado a um mosteiro. Em 882, ela selecionou Teófano como esposa para seu filho Leão e morreu logo em seguida. Ela foi sepultada na Igreja dos Santos Apóstolos, em Constantinopla.

## Prole
Eudócia e Basílio tiveram seis filhos oficialmente:
- Leão VI, o Sábio (19 de setembro de 866 - 11 de maio de 912), que sucedeu Basílio como imperador e pode ter sido, na verdade, filho de Miguel III.
- Estêvão I de Constantinopla (novembro de 867 - 18 de maio de 893), patriarca e que pode também ter sido filho de Miguel III.
- Alexandre (ca. 870 - 6 de junho de 913), que sucedeu a Leão em 912.
- Ana. Freira no Convento de Santa Eufêmia, em Petron.
- Helena. Freira no Convento de Santa Eufêmia, em Petron.
- Maria. Freira no Convento de Santa Eufêmia, em Petron.